# Maillé, Vienne

Maillé este o comună în departamentul Vienne, Franța. În 2009 avea o populație de 587 de locuitori.